# Taquilla.com
Taquilla.com es un agregador de eventos y entradas con sede en Madrid que permite a sus usuarios comparar precios entre los principales canales de venta de entradas de ocio en España. Fue fundada en 2013 por David Fraga.
Taquilla.com nació en 2013 debido a la liberación del mercado de venta de entradas siendo el primer comparador donde poder encontrar fácilmente todas las opciones de compra disponibles para cualquier obra de teatro, concierto, festival, partido de fútbol, parque de atracciones, museo o exposición. 

## Funcionamiento y tecnología
Taquilla.com es un motor de búsqueda que permite a sus usuarios comparar precios de entradas entre más de 40 canales de venta diferentes de ocio. En 2018, Taquilla.com registró más de 3 millones de eventos localizados en más de 20.000 recintos de ocio, o lo que es lo mismo el 97% de la oferta de entradas de ocio que se venden en España a través de Internet.